# Проспект цінних паперів
Проспект емісії акцій — документ, в якому публічне акціонерне товариство, яке здійснює публічне розміщення акцій в Україні, зобов'язане розкрити інформацію про себе і свою діяльність, а також про умови розміщення акцій. Проспект емісії акцій підлягає реєстрації Державною комісією з цінних паперів України (або її територіальним відділенням) до його опублікування. Розкриття товариством інформації, що міститься в проспекті емісії акцій, здійснюється шляхом опублікування зареєстрованого проспекту емісії акцій в повному обсязі в офіційному друкованому виданні Державної комісії з цінних паперів не менше як за 10 днів до початку відкритого (публічного) розміщення акцій. Реєстрація і публікація проспекту здійснюється завжди під час публічного розміщення акцій за уніфікованою процедурою, яка застосовується рівною мірою до всіх категорій емітентів, незалежно від таких факторів, як емісійна історія емітенту, величина ринкової капіталізації емітенту або розмір емісії тощо.

## Інформація, яка міститься у проспекті емісії акцій
Проспект емісії акцій повинен містити таку інформацію:
1) Характеристика емітента:
повне та скорочене (у разі наявності) найменування; місцезнаходження, номери телефону (факсу або електронної пошти); дата державної реєстрації товариства та орган, що здійснив його реєстрацію; предмет та цілі діяльності; розмір статутного капіталу; чисельність штатних працівників (за станом на останнє число кварталу, що передував кварталу, у якому подаються документи); чисельність акціонерів (за станом на останнє число кварталу, що передував кварталу, у якому подаються документи).
2) Дані про посадових осіб емітента, а саме: голову та членів виконавчого органу, голову та членів ради (спостережної ради) товариства (у разі її створення), голову ревізійної комісії та головного бухгалтера: прізвище, ім'я та по батькові, рік народження, освіта, кваліфікація, виробничий стаж, стаж роботи на даній посаді, посада, яку особа займає на основному місці роботи.
3) Відомості про середню заробітну плату членів виконавчого органу за останній квартал та завершений фінансовий рік, що передував поданню документів.
4) Перелік ліцензій (дозволів) емітента на провадження певних видів діяльності із зазначенням терміну закінчення їх дії.
5) Відомості про участь емітента в холдингових компаніях, концернах, асоціаціях тощо.
6) Відомості про юридичних осіб, у яких емітент володіє більше ніж 10 % статутного капіталу (активів), у тому числі про дочірні підприємства.
7) Відомості про філії та представництва емітента.
8) Опис діяльності емітента за станом на кінець звітного періоду, що передував кварталу, у якому подаються документи для реєстрації випуску акцій та проспекту про їх емісію, а саме дані про:
обсяг основних видів продукції (послуг, робіт), що виробляє (надає, здійснює) емітент; ринки збуту та особливості розвитку галузі, у якій здійснює діяльність емітент; обсяги та напрями інвестиційної діяльності емітента; стратегію щодо досліджень та розробок.
9) Можливі фактори ризику в діяльності емітента.
10) Перспективи діяльності емітента на поточний та наступні роки.
11) Баланс та звіт про фінансові результати за звітний період, що передував кварталу, у якому подаються документи для реєстрації випуску акцій та проспекту про їх емісію.
12) Баланс та звіт про фінансові результати за звітний рік, що передував року, у якому подаються документи для реєстрації випуску акцій та проспекту про їх емісію.
13) Дані про розміщення акцій:
дата та номер протоколу рішення загальних зборів акціонерів про збільшення розміру статутного капіталу шляхом відкритого (публічного) розміщення акцій (із зазначенням кількості та відсотка голосів акціонерів, якими приймалось рішення про відкрите (публічне) розміщення акцій);
загальна номінальна вартість акцій, що пропонуються до розміщення;
мета використання фінансових ресурсів, залучених від розміщення акцій (конкретні обсяги та напрями використання);
зобов'язання емітента щодо невикористання коштів, залучених від розміщення акцій, для покриття збитків товариства;
зазначення типу та кількості акцій (простих та привілейованих), що пропонуються до розміщення;
форма існування акцій (документарна або бездокументарна);
номінальна вартість акцій;
серії та порядкові номери акцій;
перелік засновників із зазначенням кількості, типу належних їм акцій на дату прийняття рішення про розміщення акцій;
права, що надаються власникам простих та привілейованих акцій;
адреси місць, дата початку та закінчення відкритого (публічного) розміщення акцій;
запланована ціна розміщення акцій (яка не може бути нижче номінальної вартості);
відомості щодо ринкової вартості акцій (за наявності);
докладний опис порядку розміщення акцій та їх оплати (подання заяви уповноваженим особам товариства, укладання договору купівлі-продажу, строк та порядок здійснення оплати акцій відповідно до умов розміщення із зазначенням найменування банку та номера поточного рахунку, на який вноситься оплата за акції (у разі оплати акцій грошовими коштами; якщо оплата облігацій здійснюється у національній валюті та іноземній валюті, — окремо вказуються номери рахунків у національній та іноземній валютах), порядок здійснення оцінки негрошових внесків в оплату за акції);
дії в разі недосягнення запланованого обсягу відкритого (публічного) розміщення акцій,
дії в разі дострокового закінчення відкритого (публічного) розміщення акцій;
відомості про андеррайтера (якщо емітент користується його послугами щодо розміщення даного випуску) із зазначенням найменування андеррайтера, його місцезнаходження, номерів телефонів та факсів, ідентифікаційного коду за ЄДРПОУ, номера та дати видачі ліцензії на провадження професійної діяльності на фондовому ринку — діяльності з торгівлі цінними паперами, а саме андеррайтингу;
терміни, порядок та адреси місць виплати дивідендів за підсумками календарного року.
14) Дані про розміщення раніше випущених в обіг цінних паперів (перелік і результати попередніх випусків цінних паперів із зазначенням номерів та дат свідоцтв про реєстрацію випуску цінних паперів та органів, що видали відповідні свідоцтва, із зазначенням за кожним випуском кількості цінних паперів, номінальної вартості, загальної суми випуску, форми випуску).
15) Кількість акцій, що перебувають у власності членів виконавчого органу, та перелік осіб, частки яких у статутному фонді перевищують 5 %, із зазначенням відсотків за кожною такою особою.
16) Відомості про реєстратора (при розміщенні акцій у документарній формі) або депозитарій (при бездокументарній формі), із зазначенням повного найменування, його місцезнаходження, номерів телефонів та/або факсів, ідентифікаційного коду за ЄДРПОУ, номера та дати видачі ліцензії на провадження професійної діяльності на фондовому ринку — депозитарної діяльності, а саме діяльності з ведення реєстру власників іменних цінних паперів (ліцензії на провадження професійної діяльності на фондовому ринку — депозитарної діяльності, а саме депозитарної діяльності депозитарію цінних паперів).
17) Дані про відповідальних за проспект емісії акцій осіб (для фізичних осіб — прізвище, ім'я та по батькові, посада; для юридичних осіб — повне найменування, місцезнаходження, номери телефонів та факсів, ідентифікаційний код за ЄДРПОУ).
18) Відомості про грошові зобов'язання емітента (кредитна історія емітента) /крім банків/):
а) які існують на дату прийняття рішення про розміщення акцій:
кредитні правочини та зміни до них (номер і дата укладання правочину, сторони, вид правочину); кредитор за кожним укладеним кредитним правочином; сума зобов'язання за кожним укладеним кредитним правочином; вид валюти зобов'язання; строк і порядок виконання кредитного правочину; відомості про остаточну суму зобов'язання за кредитним правочином; рішення судів, що стосуються виникнення, виконання та припинення зобов'язань за укладеним кредитним правочином;
б) які не були виконані:
кредитні правочини та зміни до них (номер і дата укладання правочину, сторони, вид правочину); кредитор за кожним укладеним кредитним правочином; сума зобов'язання за кожним укладеним кредитним правочином; вид валюти зобов'язання; строк і порядок виконання кредитного правочину; дата виникнення прострочення зобов'язання за кредитним правочином, його розмір і стадія погашення; рішення судів, що стосуються виникнення, виконання та припинення зобов'язань за укладеним кредитним правочином.
19) Відомості про дивідендну політику емітента за останні п'ять років (інформація про нараховані та виплачені дивіденди, розмір дивідендів на одну акцію).
20) Відомості щодо організаторів торгівлі, на яких продавались або продаються цінні папери цього емітента (у разі здійснення таких операцій).
21) Відомості щодо осіб, відповідальних за проведення аудиту емітента (найменування аудиторської фірми або прізвище, ім'я та по батькові аудитора, місцезнаходження, номери телефонів та факсів, номер та дата видачі свідоцтва про внесення до реєстру аудиторів та аудиторських фірм, які можуть проводити аудиторські перевірки фінансових установ, що здійснюють діяльність на ринку цінних паперів (якщо емітент є фінансовою установою, що здійснює діяльність на ринку цінних паперів), або номер та дата видачі Свідоцтва про внесення в Реєстр аудиторських фірм та аудиторів, які одноособово надають аудиторські послуги, виданого Аудиторською палатою України).
22) Відомості про провадження у справі про банкрутство або про застосування санації до товариства чи попереднього суб'єкта господарювання, у результаті реорганізації якого утворилося товариство, протягом трьох років, що передували року здійснення розміщення акцій.